# 纤维化 (数学)
数学中，尤其是代数拓扑，一个纤维化（fibration）是一个连续映射
{\displaystyle p:E\to B,\,}
对任何空间满足同伦提升性质。纤维丛（在仿紧底上）构成一类重要例子。在同伦论中任何映射和纤维化“一样好”——即任何映射可以分解为到“映射道路空间”的同伦等价复合一个纤维化（参见同伦纤维）。
对 CW复形（或等价地，只用多方体 In）有同伦提升性质的纤维化称为塞尔纤维化，让-皮埃尔·塞尔在其博士论文中部分提出了这个概念。这篇论文牢固地在代数拓扑学中建立了谱序列的使用，并将纤维丛与纤维化的概念从层中清晰地分离出来（这两个概念在早期让·勒雷的处理中是不清晰的）。因为一个层（想象为一个艾达尔空间）可以视为一个局部同胚，那时候这些概念是密切相连的。
“纤维”由定义是 E 的子空间，是 B 中一个点 b 的逆像。如果底空间 B 是道路连通的，有定义可以推出 B 中两个不同点 b1 和 b2 的纤维是同伦等价的。从而我们通常就说纤维 F。纤维化不必有定义更受限的纤维丛时的局部笛卡儿乘积结构，但弱一点仍可从纤维到纤维移动。塞尔谱序列的一个主要令人满意的性质是说明了底 B 的基本群在全空间 E 的同调上的作用。
乘积空间的投影映射容易看出是一个纤维化。纤维丛有局部平凡化性质——这样的笛卡儿乘积结构在 B 上局部存在，就通常足够证明一个纤维丛是一个纤维化。更确切地，如果在 B 一个可数开覆盖上有局部平凡化，则丛是纤维化。仿紧空间上任何覆盖——比如任何度量空间，有一个棵树加细，所以任何这样空间上的纤维丛是纤维化。局部平凡化也蕴含了良定义的“纤维”的存在性（差一个同胚），至少在 B 的每个连通分支上。

## 例子
下面纤维化的例子记作
F → E → B，
这里第一个映射是“纤维” F 到群空间的包含，第二个是到底空间 B 的纤维化映射。这也称为一个纤维化序列。
- 霍普夫纤维化 S1 →  S3 → S2 在历史上是纤维化最早的非平凡例子。
- 塞尔纤维化 SO(2) → SO(3) → S2 来自旋转群 SO(3) 在球面 S2 上的作用。
- 在复射影空间上，存在一个纤维化 S1 → S2n+1 → CPn。

## 性质

### 欧拉示性数
对具有一定条件的纤维化欧拉示性数是可乘的。
如果 {\displaystyle p\colon E\to B} 是一个纤维化，纤维为 F，底 B 是道路连通的，且纤维化在一个域 K 上可定向，则在系数 K 中的欧拉示性数满足乘积性质：
{\displaystyle \chi (E)=\chi (F)\cdot \chi (B).}
这包括了特例乘积空间与覆叠空间，可用纤维化的同调塞尔谱序列证明。
对一个纤维丛，这也可用转移映射 {\displaystyle \tau \colon H_{*}(B)\to H_{*}(E)} 来理解——注意这是一个提升且朝“错误的方向”—— 它与投影映射 {\displaystyle p_{*}\colon H_{*}(E)\to H_{*}(B)} 复合的效果是乘以纤维的欧拉类：
{\displaystyle p_{*}\circ \tau =\chi (F)\cdot 1.}

## 闭模型范畴中的纤维化
拓扑空间范畴的纤维化可放入更一般的框架中，所谓闭模型范畴。在这样的范畴中，有一些特殊的态射，所谓的“纤维化”、上纤维化与弱等价。某些公理，比如纤维化在复合与拉回下的稳定性，任何映射可分解为一个非周期上纤维化与一个纤维化或一个上纤维化与一个非周期纤维化的复合，这里词“非周期”表示相应的箭头不是一个弱等价，以及其他一些要求允许抽象地处理同伦理论。（在原先丹尼尔·奎伦的处理中，使用“平凡”代替“非周期”。）
可以证明拓扑空间范畴确实是一个模型范畴，这里（抽象的）纤维化恰好就是上面介绍的纤维化而弱等价是同伦等价，参考 Dwyer, Spaliński (1995)。